# Mark Rutte
Mark Rutte, nizozemski politik, * 14. februar 1967, Haag, Nizozemska.
Rutte je nekdanji predsednik vlade Nizozemske in trenutni generalni sekretar zveze NATO. Po poslovni karieri, ko je delal za Unilever, je leta 2002 vstopil v politiko, ko ga je premier Jan Peter Balkenende iz Krščansko-demokratičnega apela (CDA) imenoval za državnega sekretarja. Rutte je bil nato na volitvah leta 2003 izvoljen v predstavniški dom. Leta 2004 je v drugi Balkenendejevi vladi postal državni sekretar za izobraževanje, kulturo in znanost. Po lokalnih volitvah leta 2006 je vodja stranke VVD Jozias van Aartsen napovedal svoj odstop. Rutte je na naslednjih volitvah s stranko povedel in bil izvoljen 31. maja, kmalu zatem je vlado zapustil. Nekaj tednov pozneje vodil VVD na volitvah 2006; čeprav je stranka izgubila šest sedežev, so vseeno postala druga največja opozicijska stranka. 
Na volitvah leta 2010 je Rutte vodil VVD in dobil največje število oddanih glasov, zaradi česar so prvič v zgodovini stranke postali največja stranka v predstavniškem domu. Rutte je po dolgih koalicijskih pogajanjih 14. oktobra 2010 prisegel kot nizozemski premier. Bil je prvi liberalec, ki je bil imenovan za predsednika vlade v 92 letih, in tudi drugi najmlajši premier v nizozemski zgodovini.
Zastoj pri pogajanjih o proračunu je aprila 2012 predčasno privedel do padca njegove vlade, vendar so na naslednjih volitvah VVD osvojile največje število poslanskih sedežev doslej, Rutte pa se je vrnil na premiersko mesto in vodil koalicijo med VVD in laburistično stranko. Ta vlada je postala prva, ki je od leta 1998 dočakala polni štiriletni mandat in čeprav je na volitvah leta 2017 VVD izgubila sedeže, je ostala največja stranka. Po rekordno dolgem obdobju oblikovanja je bil Rutte imenovan za vodenje nove koalicije med VVD, CDA, D66 in CU. Zaprisegel je 26. oktobra 2017. 
Rutte in njegova celotna vlada sta 15. januarja 2021 ponudila odstop kot odziv na škandal v zvezi z lažnimi obtožbami nizozemskih davčnih organov o varstvu otrok. Rutte je ostal na položaju do volitev leta 2021. Na teh je stranka znova osvojila večino in po najdaljših pogajanjih v nizozemski zgodovini 15. decembra 2021 predstavila koalicijsko pogodbo s strankami D66, CDA in CU. 7. julija 2023 je napovedal odstop svoje vlade, saj se njegova koalicija ni uspela dogovoriti o upravljanju vse večjih migracij. Do 2. julija 2024 je vlada tako delovala z začasnimi pooblastili. Položaj nizozemskega premierja je neprekinjeno od 10. oktobra 2010 opravljal do 2. julija 2024, ko je novi premier postal Dick Shoof. V novi vladi je sodelovala tudi Ruttejeva stranka VVD. Rutte je bil pred tem potrjen za novega generalnega sekretarja zveze NATO. Mandat bo nastopil 1. oktobra 2024.
Zaradi precej neoskrunjenega imena kljub vladnim aferam, so Rutteja pogosto imenovali "teflonski Mark". Opisali so ga kot prilagodljivega in pragmatičnega, ki se je pripravljen prilagoditi širokemu spektru političnih frakcij, da bi lahko rešil vprašanja.

## Mladost
Mark Rutte se je rodil 14. februarja 1967 v Haagu, v Južni Holandiji, kot najmlajši otrok Isaaca Rutteja in Hermine Cornelie Dilling. Kot navdušenec nad umetnostjo se je Mark želel vpisati na glasbeni konservatorij in postati koncertni pianist, a se je naposled odločil za študij zgodovine na Univerzi v Leidnu, kjer je leta 1992 magistriral. Po študiju se je zaposlil v hčerinski družbi podjetja Unilever - Calvé, kjer je deloval kot poslovodja, nadalje pa še v več ostalih družbah podjetja Unilever.

## Nizozemska politika

### Državni sekretar in poslanec
Že v času študija se je pridružil podmladku stranke Volkspartij voor Vrijheid en Democratie (VVD), katere predsednik je bil med letoma 1988 in 1991. Med letoma 1993 in 1997 je bil član nacionalnega odbora stranke, leta 2002 pa tudi član odbora kandidatk VVD za splošne volitve tistega leta.
V času prve vlade Jana Petra Balkenendeja je bil Rutte imenovan na mesto državnega sekretarja na ministrstvu za socialne zadeve in zaposlovanje. Leta 2003 je bil izvoljen za poslanca v parlament Kraljevine Nizozemske. Tekom drugega Balkenendejeve vlade, je Rutte postal državni sekretar za izobraževanje, kulturo in znanost. Na tem položaju je posebno zanimanje pokazal za izboljšanje konkurenčnosti nizozemskega visokošolskega sistema na mednarodni ravni.

### Predsednik stranke
Leta 2006 je Rutte odstopil kot član vlade in se vrnil v parlament, kjer je kmalu postal vodja poslanske skupine VVD ter vodja kampanje za lokalne volitve 2006, s čimer je postal pomemben igralec znotraj stranke. Zaradi slabega rezultata na volitvah, je odstopil predsednik stranke Jozias van Aartsen. Na strankarskih volitvah je bil za njegovega naslednika izvoljen Mark Rutte. Podprla ga je večina stranke, vključno z vodstvom, mladinskim krilom in imenitnimi imeni. 
Na generalnih volitvah 2006 je v stranki prišlo do notranjih razprtij v zvezi z imenom mandatarja za sestavo nove vlade. Rutte je ostal zasenčen predvsem za aktualnim premierjem Balkenendejem in Rito Verdonk, ki je bila leta 2007 izključena iz poslanske skupine. 

### Predsednik vlade Kraljevine Nizozemske

#### Prva vlada (2010-2012)
Leta 2010 je bil izbran za Lijsttrekkerja oz. vodilnega kandidata stranke VVD. Na volitvah je stranka prejela 31 poslanskih mest in tako prvič postala največja stranka v parlamentu. Po dolgih pogajanjih mu je uspelo sestaviti manjšinsko desnosredinsko koalicijo s strankama CDA in Laburistično stranko PvdA ter zunaj koalicijsko partnerico Stranko za svobodo (PVV) pod vodstvom Geerta Wildersa. Rutte je tako postal drugi najmlajši predsednik vlade Kraljevine Nizozemske.
Marca 2012 je Rutte začel z ukrepi, ki jih je zahtevala Evropska unija, da Nizozemska zmanjša državni primanjkljaj. Koalicija je predvidela proračun, ki bi zmanjšal 16 milijard evrov porabe. Vodja PVV Geert Wilders je 21. aprila umaknil neformalno podporo ukrepu, saj da bo predlagani proračun škodoval gospodarski rasti. To je botrovalo padcu vlade, 5. novembra 2012 ter razpisu predčasnih volitev.

#### Druga vlada (2012-2017)
Na predčasnih voltivah 2012 Ruttejeva stranka pridobila 10 poslanskih mest, med tem ko jih je Wildersova izgubila devet. Rutte je kot mandatar vlado sestavil z drugo uvrščeno Laburistično stranko PvdA, saj sta sami tvorili večino. Vlada je obstala polni mandat štirih let. 

#### Tretja vlada (2017-2022)
Populizem in evro skepticizem je pred generalnimi volitvami 2017 zopet dvignil Stranko za svobodo Geerta Wildersa, ki je pridobila 5 poslanskih mest in se uvrstil na drugo mesto. Ruttejeva Stranka za svobodo in demokracijo VVD je izgubila 8 poslanskih mest, a s 33. še vedno ostala najmočnejša parlamentarna stranka. Laburistična stranka, ki je v drugi vladi z Ruttejevo tvorila vlado, je izgubila 29 poslancev in pristala na 7. mestu. Razdrobljenost strank je otežila sestavljanje vlade. Naposled je Rutte povezal veliko koalcijo strank VVD, CDA, D66 ter CU. Od volitev do sestave vlade je preteklo 225, kar je najdlje v nizozemski zgodovini.
Med pogajanji Evropskega sveta za sanacijski sklad za odpravljanje posledic epidemije COVID-19, je Rutte neuradno veljal za vodjo varčne četverice držav, ki je namesto nepovratnih sredstev zahtevala dodatna posojila in več pogojev zanje. Rutte je bil velik zagovornik upoštevanja vladavine prava pri razdeljevanju sredstev, zaradi česar se je zapletel v konflikt z madžarskim premierjem Viktorjem Obranom, ki je trdil, da Rutte ne mara Madžarske.
15. januarja 2021 je po objavah raziskav o škandalu z otroškimi subvencijami na Nizozemskem Ruttejeva tretja vlada odstopila. Rutte je kralju ponudil odstop in sprejel odgovornost za škandal.

#### Četrta vlada (2022- )
Razpisane so bile nove volitve, ki so potekale marca 2021. Ruttejeva stranka VVD je ponovno osvojila največ poslanskih sedežev, in sicer 34, kar je za enega več kot v prejšnjem sklicu. Začela so se najdaljša koalicijska pogajanja v nizozemski zgodovini, saj so stranke VVD, D66, CDA in CU koalicijski dogovor predstavile 15. decembra 2021.
8. julija 2023 je Rutte sporočil, da je vladna koalicija zaradi nesoglasij razpadla. Vzrok nesoglasij so bile omejitve migracijske; Rutte in stranka VVD sta želeli zaostriti politike glede združevanja družin beguncev, da bi lahko na Nizozemsko mesečno prišlo 200 sorodnikov migrantov. Zaradi naraščajočega števila prosilcev za azil se je Nizozemska namreč soočala s pomanjkanjem števila primernih namestitev. Ob tem je napovedal tudi odhod iz politike.

## Generalni sekretar zveze NATO
Mark Rutte je bil 1. oktobra 2024 imenovan za naslednika Jensa Stoltenberga na mestu generalnega sekretarja zveze NATO. Kandidaturo je potrdil oktobra 2023, čeprav je prej izjavil, da se želi po premierskem mandatu osredotočiti na srednješolsko poučevanje. Njegovo kandidaturo so februarja 2024 javno podprle vlade Združenih držav Amerike, Združenega kraljestva, Nemčije in Francije februarja 2024. Marca 2023 je njegovo kandidaturo podprl tudi predsednik vlade Slovenije Robert Golob. Rutte je v naslednjih mesecih uspel premagati nasprotovanje zadnjih kandidatov, Turčije, Madžarske, Slovaške in Romunije, pri čemer je njegov edini protikandidat, romunski predsednik Klaus Iohannis, izpadel teden dni pred uradnim imenovanjem 26. junija 2024.

## Zasebno
Mark Rutte ni bil nikoli poročen, je samski in brez otrok.
Je član nizozemske protestantske cerkve. Še vedno poučuje na srednji šoli Johan de Witt College v Haagu, a le dve uri tedensko. Znano je, da je Rutte velik oboževalec pisanja Roberta Caroja, zlasti njegove knjige iz leta 1974 o Robertu Mosesu, The Power Broker.